# 小行星1015
小行星1015（1015 Christa）是一颗围绕太阳公转的小行星。

## 参数
这颗小行星的绝对星等为9.03等，自转周期为11.230小时。